# Tete de femme (Dora Maar)
Tête de femme (Dora Maar) é uma escultura em gesso, modelada em bronze, de Pablo Picasso. Dora Maar, amante de Picasso na época, foi o tema do trabalho que foi originalmente concebido em 1941. Quatro cópias do busto foram lançadas na década de 1950, vários anos após o término do relacionamento. 

## Descrição
O busto de bronze se concentra na cabeça e no pescoço, com apenas uma breve linha dos ombros visível antes da base quadrada. Com altura de 80 cm, é uma escultura particularmente grande e pesada. Foi observado como sendo uma representação "quase deusa" do modelo, contrastando fortemente com o habitual sombrio, distorcido e agressivo. É uma reminiscência do trabalho de Auguste Rodin e escultores greco-romanos. 
Picasso modelou a peça na amante Dora Maar durante a Segunda Guerra Mundial, produzindo o original de gesso em seu estúdio em Paris. Concluído em 1941, o modelo de gesso agora está alojado no Museu Ludwig, em Colônia. As dificuldades em obter um suprimento adequado de metal fizeram com que o trabalho fosse suspenso até o início dos anos 50, com quatro cópias sendo feitas quando Picasso possuía os suprimentos. Uma cópia da escultura foi doada em 1959 a um memorial de Guillaume Apollinaire, amigo de Picasso que morreu em 1918, e pode ser encontrado em seu túmulo atrás da Abadia de Saint-Germain-des-Prés. Essa cópia foi roubada em 1999, mas acabou sendo recuperada e devolvida à igreja. Um segundo elenco pertence à Fundação Beyeler, um museu em Riehen, perto de Basileia. Outros dois permaneceram com a família Picasso, um dos quais com a neta da artista Marina Picasso até que ela o vendeu em 2006 a um comprador desconhecido. Esta edição apareceu em leilão no ano seguinte. 

## Leilão
Jan Krugier, um negociante de Genebra, adquiriu a escultura para uma festa não identificada de Marina Picasso e a exibiu em dezembro de 2006 na Art Basel Miami Beach. Foi um dos trabalhos mais valiosos apresentados no evento e não conseguiu vender. A decisão foi tomada para oferecer a escultura em leilão com a Sotheby's escolhida para lidar com o negócio. A peça estava à vista em Londres em outubro, antes de se mudar para Nova York em novembro, pronta para a venda. 
O leilão impressionista e de arte moderna foi realizado em 7 de novembro de 2007, com obras de Vincent van Gogh, Paul Gauguin, Egon Schiele e uma segunda peça de Picasso. La Lampe, um óleo sobre tela de 1931, retrata a amante anterior de Picasso, Marie-Thérèse Walter. Nenhum de seus trabalhos havia sido leiloado antes. Enquanto La Lampe não vendeu quando não conseguiu atingir a mínima estimada de 25 milhões de libras, Tete de femme (Dora Maar) foi vendida por um preço recorde. O negociante particular Franck Giraud pagou US$ 29,1 milhões pela escultura, chegando ao topo da estimativa de US$ 20 a US$ 30 milhões e estabelecendo um novo recorde para o preço de uma escultura em leilão. O recorde durou pouco menos de um mês, sendo facilmente derrotado pela antiga Leoa Guennol. No entanto, permaneceu o trabalho moderno mais valioso até que Madame LR de Constantin Brâncuși (Portrait de Mme LR) foi vendida em fevereiro de 2009.